# 湯姆·約翰遜
湯姆·約翰遜（英語：Tom Johnson；1982年7月16日—）是一位英格蘭橄欖球運動員。他是英格蘭國家橄欖球隊的一員，代表英格蘭參加了2014年橄欖球六國賽。